# Johannes Handschumacher
Johannes Handschumacher (* 5. Juli 1887 in Lindern; † 31. Oktober 1957 in Büderich) war ein deutscher Jurist und Politiker (Zentrum, CDU).

## Leben und Beruf
Nach dem Abitur nahm Handschumacher ein Studium der Rechtswissenschaft auf, das er mit der Promotion zum Dr. jur. beendete. Ab 1908 war er Mitglied der katholischen Studentenverbindung KDStV Alania Bonn. Er wurde als Rechtsanwalt zugelassen, war zunächst als Amtsrichter tätig und gründete 1934 eine Rechtsanwaltskanzlei in Düsseldorf-Oberkassel, die sein Sohn Ernst Wilhelm Handschumacher nach seinem Tod weiterführte. Während der Zeit des Nationalsozialismus hatte Handschumacher mehrere Erkrankungen und war nicht im Kriegseinsatz. 1942 wurde er durch einen Bombenangriff in seinem Haus verschüttet und schwer verletzt. Von 1948 bis 1957 war er Präsident des Zentralverbandes der Deutschen Haus- und Grundbesitzer.

## Politik
Handschumacher schloss sich in der Weimarer Republik dem Zentrum an und war bis zu dessen Auflösung 1933 Mitglied der Partei.
Er war von 1920 bis 1929 Beigeordneter der Stadt Rheydt. Von 1930 bis 1933 amtierte er als Oberbürgermeister der 1929 neu gebildeten kurzlebigen Stadt Gladbach-Rheydt.
Nach dem Zweiten Weltkrieg trat er der CDU bei. Am 21. Januar 1953 rückte er auf der nordrhein-westfälischen Landesliste für den ausgeschiedenen Abgeordneten Franz Etzel in den Deutschen Bundestag nach, dem er bis zum Ende der Legislaturperiode in demselben Jahr angehörte.